# ウォームダークマター
宇宙に存在すると仮定されている、電磁波(光)による観測ができないダークマターの一種。コールドダークマターとホットダークマターの中間の性質を持つダークマター。可視光線を用いた観測ができないことから、今現在の技術では観測することができない。しかし、銀河は今も膨張を続けており、67Km／m／Mpcという速度で加速している。その膨張を繋ぎ止めている、膨張に耐えうる物質をダークマターと称し、銀河内の恒星を銀河内に留める役割をする物質が、ウォームダークマターを始めとする暗黒物質である定義した。ウォームダークマターは他のダークマターと同じく、存在するのは質量だけで光との相互作用を持たないという地球の物質からしたら例外的である。